# Scott Storch
Scott Spencer Storch (Long Island, 16 dicembre 1973) è un produttore discografico e musicista statunitense.

## Biografia
Storch è nato a Long Island, nello Stato di New York. È cresciuto nel sud della Florida e a Filadelfia, in Pennsylvania. Sua madre, Joyce Yolanda Storch, era una cantante sotto contratto con la Cameo-Parkway Records di Filadelfia con il nome d'arte Joyce Carol, ed è di origine ebraica lituana. Suo padre, Phil Storch, era uno stenografo del tribunale. Suo zio, Jeremy Storch, è stato uno dei fondatori della band soul-rock The Vagrants e ha scritto canzoni registrate da Dave Mason e Eddie Money. I genitori di Storch divorziarono nel 1983.
Alcuni mezzi d'informazione hanno scritto che Storch è nato in Canada, ma nel 2010 il Miami New Times ha pubblicato un articolo dal titolo Scott Storch non è canadese. Storch ha frequentato la scuola elementare a Sunrise e la scuola media a Davie, in Florida. A metà del suo primo anno scolastico, lasciò la Florida del sud per raggiungere suo padre nell'area di Filadelfia e frequentò il liceo a Bensalem, in Pennsylvania. Dopo aver abbandonato il liceo, Storch è stato mandato via di casa all'età di 16 anni. All'età di 18 anni viveva con suo padre a Cherry Hill, nel New Jersey.
Storch ha iniziato la sua carriera musicale professionale nel 1991, quando è diventato uno dei primi membri del gruppo hip hop The Roots come tastierista. È stato fortemente coinvolto nei seguenti due album pubblicati dai Roots: Organix e Do You Want More?!!!??! e ha partecipato a Illadelph Halflife. Storch, tuttavia, aveva un'avversione per i tour e preferiva creare in studio e decise di diventare un produttore musicale a pieno titolo.
I primi due successi commerciali di Storch provenivano dalla produzione del brano "You Got Me" dei Roots con Erykah Badu ed Eve e dalla sua collaborazione con Dr. Dre per la canzone "Still D.R.E." compreso il caratteristico pianoforte.
La produzione solista di maggior successo di Storch è stata "Lean Back", un singolo del 2004 della Terror Squad. È stato uno dei migliori produttori del settore, avendo lavorato su hit di 50 Cent, The Game, T.I., Chris Brown, Christina Aguilera, Beyoncé, Dr. Dre, Nas, Snoop Dogg, Pink, Lil 'Kim e molti altri. Storch è stato anche insignito del premio ASCAP come Songwriter of the Year nel 2006.
Produce musica hip hop attraverso la sua etichetta, Storch Music Company. Aveva anche la sua società di produzione musicale chiamata Tuff Jew Productions LLC, pubblicata da Reservoir Media Management. Da quando ha dichiarato bancarotta nel 2015, ha deciso di concentrarsi sulla musica e di lasciar perdere la droga. Da allora, ha lavorato con DJ Khaled, The Game, Russ, Bone Thugs-n-Harmony, Crim Dela Crim e altri.

### Vita privata
Nel 2006 Storch aveva un patrimonio stimato in più di 70 milioni di dollari, ma dall'anno prima soffriva di una dipendenza da cocaina. Nell'agosto 2006 si è "preso un mese di ferie" ed è andato in vacanza a Hollywood. L'amico e manager Derek Jackson ha detto: "È stato semplicemente un anno meraviglioso, ma penso che sia stato segnato dal mese magico di agosto. Si è imbattuto nella classe di Hollywood - e quando è andato a Hollywood, tutto è cambiato."
Si è ritirato dalla produzione e si è concentrato sulle feste con gli amici nella sua villa da 10 milioni di dollari a Palm Island, in Florida. Ha anche acquistato un jet privato, uno yacht da 35 metri e quasi 20 auto di lusso (Rolls-Royce Phantom, Bentley Continental GT, Bentley Azure, Aston Martin Vanquish, Maybach 62, Mercedes-Benz SLR McLaren, Ferrari Enzo, Ferrari F430, Ferrari Superamerica, Lamborghini Murciélago roadster, Bugatti Veyron 16.4) circa la metà delle quali ha stimato di averle acquistate mentre era sotto effetto di cocaina. Storch ha sperperato 30 milioni di dollari in meno di sei mesi e nel gennaio 2007 si è trovato in gravi difficoltà finanziarie.
Nel 2008 Storch ha avuto problemi legali dopo aver riferito di avere arretrati sia nei pagamenti per il mantenimento dei figli sia con le tasse della sua proprietà. All'inizio del 2009 è stato arrestato per furto d'auto, per presunta mancata restituzione di una Bentley che aveva noleggiato tre anni prima. Nell'aprile 2009 Storch si è iscritto a un programma intensivo di riabilitazione in ambiente ospedaliero a Hollywood, in Florida, e lo stesso maggio ha dichiarato bancarotta. Nel febbraio 2012 Storch è stato arrestato a Las Vegas per possesso di cocaina ed è stato rilasciato su cauzione. Il 24 giugno 2015 Storch ha dichiarato ufficialmente fallimento.

## Rivalità
Storch è stato contestato da vari artisti, tra i quali Christina Aguilera e Timbaland.
Timbaland nella sua canzone Give it to me canta: " I get a half a mil' for my beats, you get a couple grand-d-d-d-d/Never gon' see the day that I ain't got the upper hand/I'm respected from Californ I.A. way down to Japan/I'm a real producer & you just the piano man/Your songs don't top the charts, I heard 'em, I'm not a fan-n-n". Accusa Storch di non essere un vero produttore, ma solo un pianista le cui canzoni non scalano mai le classifiche.
Scott risponde alle accuse con la canzone Built like that insieme al rapper NOX. Accusa Timbaland di non avergli dato crediti per la produzione di Cry me a river di Justin Timberlake, di prendersi il merito del suo collaboratore Danja e del fallimento della casa discografica Beat Club.
Christina Aguilera gli ha riservato una traccia dell'album Back to Basics: F.U.S.S., che sta a significare Fuck You Scott Storch.